# Pimentovec
Pimentovec  (znanstveno ime Pimenta dioica) je do 10 metrov visoko zimzelenega tropskega drevesa. 
Pimentovec gojijo v Srednji Ameriki, poskusi vzgoje v drugih območjih niso uspeli. 

## Plod
Plod se imenuje piment.

## Uporaba
Kot začimbo uporabljamo posušene nezrele plodove, lahko cele ali zmlete. Zmlete jagode dišijo kot mešanica klinčkov, cimeta in muškatnega oreška, okus pa ima kot mešanica klinčkov in popra.
S celim pimentom  začinimo:
- kvaše in marinade
- nekatere mesne omake in dušeno meso
- ponekod ga dodajajo v krvavice in nekatere salame

Mleti piment dajemo v:
- pikantne ribje jedi
- testa v katera dajemo med in nekatero drobno pecivo

Velik porabnik pimenta je mesno predelovana industrija za izdelavo klobas in salam.